# Couvreux
Couvreux es un pueblo de la comuna belga de Rouvroy ubicado en la región de Valonia en la provincia de Luxemburgo . Antes de la fusión municipal de 1977, era parte de Dampicourt .

## Geografía
Situado en Gaume, el pueblo limita al oeste con la frontera francesa que lo separa del departamento de Mosa y la región de Lorena .

## Patrimonio
La iglesia está dedicada a San Roque.
El antiguo lavadero público, ubicado debajo de la vieja escuela, ahora se convierte en una sala de fiestas.
El Calvario " Lhommel », creado en 1832 por iniciativa de un aldeano, Jean-Baptiste Lhommel, sirvió de lugar de enterramiento para dos artilleros franceses asesinados entre Couvreux y Montquintin durante la Primera Guerra Mundial . En 1967, encontró dos nuevas estatuas de la Virgen María y San Juan . La de San Escolástico ha sido reparada . La cruz de madera fue reemplazada en 1978.